# Legio I Germanica
La Legio I Germanica ("della Germania") fu una Legione romana arruolata nel 19-17 a.C. da Augusto per combattere le popolazioni germaniche, probabilmente sulle "ceneri" della precedente I Augusta. Dopo la rivolta dei Batavi (70), ciò che restava di questa Legione fu aggiunto alla VII Legione di Galba. Nacque, così, la VII Gemina. Il suo vessillo era probabilmente un toro, come per tutte quelle arruolate da Cesare.

## Storia

### Periodo repubblicano
La I "Germanica" potrebbe identificarsi, durante il periodo repubblicano, con la Legio I di Gaio Giulio Cesare, nata a sua volta dopo Farsalo dalla Legio I di Gneo Pompeo Magno. Dopo l'assassinio di Cesare nel 44 a.C., giurò fedeltà ad Ottaviano e con lui rimase fino al Azio (31 a.C.).

### Periodo imperiale
Potrebbe identificarsi con la I Augusta che non sappiamo con certezza se fu sciolta al termine delle guerre cantabriche (nel 19 a.C.) per aver perduto l'aquila oppure se fu semplicemente rinominata I Germanica. Sappiamo che la legione, tra la fine del I secolo a.C. e l'inizio del I secolo d.C., fu spostata o "riformata" lungo la frontiera renana negli anni in cui Tiberio trascorse come governatore della Gallia Comata (tra il 19 ed il 15 a.C.). Prese parte alle campagne di Druso maggiore contro le tribù germaniche (dal 12 al 9 a.C.). Al termine delle campagne militari del figlio Germanico fu posizionata nel nuovo castra di Bonna, dove rimase fino a Vespasiano.
La I "Germanica" rimase nella Germania Inferiore fino al 69, l'"Anno dei quattro imperatori". Comandata dal legato Fabio Valente vincerà la prima battaglia di Bedriaco e consegnerà a Vitellio la porpora imperiale. Sarà Vespasiano a sconfiggere in Italia Vitellio, che era stato acclamato dalle legioni germaniche.
Durante la ribellione batavica del 70, la I Germanica fu una delle legioni che portarono il loro aiuto alle truppe assediate a Castra Vetera (Germania Inferiore), ma finirono per essere intrappolate loro stesse. Sarà Vespasiano a porre fine alla rivolta. Ciò che restava di questa legione fu fuso con la VII legione. Nacque così la VII Gemina.